# Бортниківська сільська рада (Тлумацький район)
| Бортниківська сільська рада — колишній орган місцевого самоврядування у Тлумацькому районі Івано-Франківської області з адміністративним центром у с. Бортники. Сільській раді були підпорядковані населені пункти: - с. Бортники |

## Склад ради
Рада складалася з 16 депутатів та голови.

### Керівний склад ради
| ПІБ                          | Основні відомості                                                 | Дата обрання | Дата звільнення |
| ---------------------------- | ----------------------------------------------------------------- | ------------ | --------------- |
| Гриновецький Ігор Михайлович | Сільський голова, 1971 року народження, освіта, безпартійний      | 26.03.2006   | 31.10.2010      |
| Слободян Галина Миколаївна   | Сільський голова, 1970 року народження, освіта вища, позапартійна | 31.10.2010   |                 |

Примітка: таблиця складена за даними джерела